# リュースナン川
リュースナン川（リュースナンがわ、Ljusnan / Ljusnanälven）は、スウェーデンの中北部、ヘリエダーレン地方とヘルシングランド地方を流れる河川である。総延長430km、流域面積は19,820km2。スウェーデンでは9番目に大きな河川である。リュスナン川、ユースナン川、ユスナ川などとも表記。

## 地理

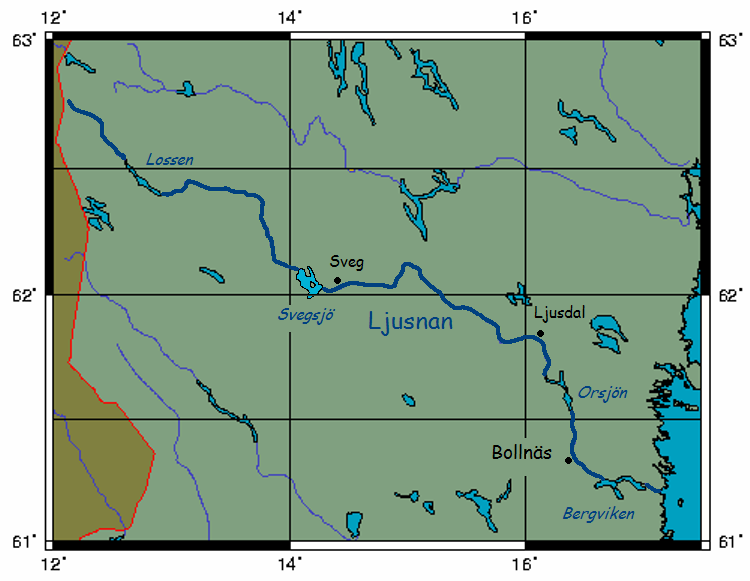
リュースナン川の流路

スウェーデンとノルウェーの国境付近にある、スカンディナヴィア山脈中部のスカルスフィエレット山付近を水源とする。スウェーデンの中央部をほぼ横断して概ね南東に流れ、セーデルハムン南方のユースネでボスニア湾に流入する。
流域に多くの湖沼や支流を持ち、流域全体の4%が湖沼にあたる。最大の支流はヴォクスナン川。ロッセン湖、スヴェグスヨン湖などのダム湖がある。
上流部と中流部は針葉樹林地帯で、下流部が農耕地となっている。中流部の約50kmにわたる本流はブラウントラウト、カワヒメマスなどの魚類の産卵地およびホンカワシンジュガイの繁殖地であり、2013年にラムサール条約に登録された。

## 産業

河口のユースネのかつての様子。大量の木材を降ろすために発破をかけている。

ヴォクスナン川との合流点にあるボルネスなど、流域には林産加工を中心産業とする小都市をいくつか抱えている。
かつては木材流送が盛んであったが、今日では水力発電が発達している。流域内に25か所の水力発電所が建設され、国内での重要な電源地帯のひとつとなっている。

## 文化
夏の時期は釣りなどのレジャーが楽しめる。漁業保護のために、禁漁期の指定、ボートの使用制限、餌付きの釣りを禁止しフライ・フィッシング限定とするなどの規制がある。
スウェーデンの作家、ハンス・リッドマンが作品の舞台とした「スヴァルタン」(Svartån)は、この流域付近を指すとされる。

## 画像
- 源流付近。
- ヘーデ（スウェーデン語版）付近。
- スベーグ（スウェーデン語版）付近。
- ボルネス付近。
- 冬季の様子。
- リュースナン川とヴォクスナン川の流路。
- 上流部の流域図。